# Sam Hamill
Pour les articles homonymes, voir Hamill.
Sam Patrick Hamill, né le 9 mai 1943 dans le nord de la Californie et mort le 14 avril 2018 à Anacortes dans l'État de Washington, est un poète américain et le cofondateur de Copper Canyon Press (en) avec Bill O’Daly et Tree Swenson (en). Il est également l'initiateur du mouvement « Poètes contre la Guerre » (2003), créé en réponse à la guerre d'Irak.

## Distinctions
Sam Hamill a reçu le prix Stanley Lindberg pour l'ensemble de son œuvre ainsi que le prix de l'Association de Washington des poètes.

## Recueils de poésie
- (en) Destination Zero: Poems 1970–1995 (1995).
- (en) Almost Paradise: New and Selected Poems and Translations (2005).
- (en) Measured by Stone (2007).